# 農呀曬縣
農呀曬縣（發音：[nɔ̌ːŋ jâː sāj]）或農亞賽縣，是位於泰國素攀武里府西部的縣。

## 歷史
1983年6月1日，農呀曬次級縣成立。1990年5月21日升為現格。

## 外部鏈接
- amphoe.com （页面存档备份，存于）